# Un bugiardo in paradiso
Un bugiardo in paradiso è un film del 1998 diretto da Enrico Oldoini.

## Trama
Tra le macerie di una periferia romana degradata vivono tra i tanti il vecchio Gino e Tino, suo figlioccio adottivo e aiutante tuttofare. I due disgraziati si arrangiano ripulendo le cantine e un giorno ricevono una telefonata per sgombrare lo scantinato di una sontuosa villa. Mentre lavorano, ascoltano Mino, ricco mobiliere e proprietario della villa, che confida ad una giornalista di aver avuto tutto dalla vita ma di desiderare ancora qualcosa: ritrovare il padre, scappato in Australia quando lui era bambino.
A Tino viene allora l'idea di spingere Gino a proporsi come padre finalmente tornato e desideroso di farsi perdonare. Dopo qualche tempo, Gino si fa trovare sulla tomba della madre di Mino, fingendosi l'ex compagno della signora. Il trucco riesce al punto tale che ben presto Gino viene invitato a trasferirsi nella villa e comincia col prendere molto a cuore il proprio ruolo anche di nonno nei confronti dei due vivacissimi nipoti. 
Tino si sente tradito e per vendicarsi minaccia di rivelare la truffa, ma è lo stesso Gino che decide di dire la verità scrivendo una lettera d'addio.
Gino nel frattempo diventa ricco grazie all'eredità donatagli dall'amico barbone soprannominato Barba, che in realtà ricco gli lascia tutti i soldi che nascondeva nel materasso. Gino la passa subito a Mino, che si è venuto a trovare in gravi difficoltà economiche, a patto che Gino potrà essere di nuovo accolto in famiglia. Quando tutti stanno festeggiando, sul viale della villa si ferma una macchina, scende un anziano dall'accento italo-inglese che chiede se Mino, il figlio che non ha mai conosciuto, abita lì. Tutti lo guardano nel silenzio generale e il nipotino fa cenno al signore di andare via.